# Gad (Prophet)

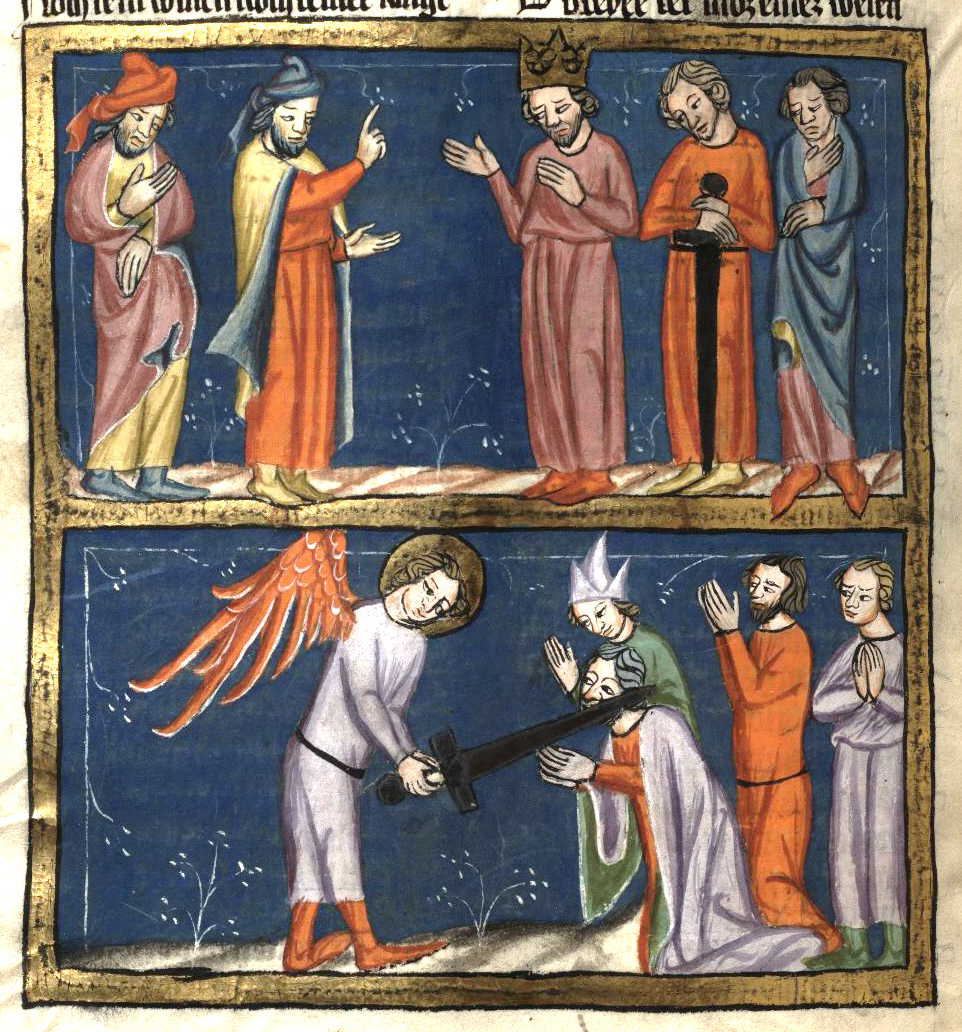
Der Prophet Gad vor König David in einer Buchillustration aus dem 14. Jahrhundert

Gad ist ein Prophet im Alten Testaments. Er lebte zur Zeit König Davids und wird in 2. Samuel 24, 11  als Davids Seher bezeichnet.

## Erwähnung in der Bibel
Gad wird in 1. Samuel 22, 5  erstmals erwähnt, wo er David, als dieser sich auf der Flucht vor Saul im Lande Moab aufhielt, dazu auffordert, ins Land Juda zu gehen.
Eine weitere Erwähnung Gads erfolgt in 2. Samuel 24, 11–14 . Nachdem David das Volk, entgegen dem Verbot in 2. Mose 30, 11–16 , hatte zählen lassen, erhielt Gad vom HERRN den Auftrag, David die Botschaft zu überbringen, dass er die Strafe für sein Vergehen selbst aus drei möglichen Strafen wählen dürfe.
Im Anschluss daran beauftragt Gad David, dem HERRN einen Altar auf der Tenne Araunas zu errichten (2. Samuel 24, 18  bzw. 1. Chronik 21, 18 ). Dies ist der Ort, an dem Davids Sohn Salomo später den Tempel errichten sollte.
Daneben wird in 1. Chronik 29, 29  auf die (heute verschollene) Geschichte Gads, des Sehers verwiesen, in der, zusammen mit einigen anderen dort referenzierten Büchern, die Geschichte des Königs David geschrieben steht.
| Personendaten    | Personendaten                                        |
| ---------------- | ---------------------------------------------------- |
| NAME             | Gad                                                  |
| KURZBESCHREIBUNG | Prophet der Israeliten                               |
| GEBURTSDATUM     | 12. Jahrhundert v. Chr. oder 11. Jahrhundert v. Chr. |
| STERBEDATUM      | 11. Jahrhundert v. Chr. oder 10. Jahrhundert v. Chr. |